# Sayabec
Sayabec – gmina w Kanadzie, w prowincji Quebec, w regionie Bas-Saint-Laurent i MRC La Matapédia. Gmina położona jest nad jeziorem Matapédia.
Liczba mieszkańców gminy Sayabec wynosi 1 953. Język francuski jest językiem ojczystym dla 99,7%, angielski dla 0% mieszkańców (2006).